# Al-Muttaqi
Abū Isḥāq “al-Muttaqī-llāh” Ibrāhīm ibn Jaʿfar al-Muqtadir (in arabo أبو إسحاق "المتقي لله" إبراهيم بن جعفر المقتدر‎?; Baghdad, 908 – al-Jazīra al-Sindhiyya, luglio 968) è stato un califfo della dinastia abbaside. Regnò dal 940 al 944, salendo al trono dopo la morte del fratello al-Rāḍī. Era figlio di al-Muqtadir.
Dopo la morte del Califfo al-Rāḍī, Bajkam (il militare turco che aveva ricevuto il titolo di amīr al-umarāʾ, cioè "Comandante dei comandanti"), stava conducendo una campagna contro un emiro persiano di nome al-Barīdī, che in passato era stato vizir, e stava cercando di creare un proprio regno indipendente, dopo aver preso il controllo di al-Madāʾin, a sud di Baghdad.
Bajkam mandò un suo segretario con il compito di organizzare una consultazione tra la nobiltà, per eleggere un successore. Venne eletto al-Muttaqī, fratello minore di al-Rāḍī. Al-Muttaqī accettò l'investitura, e come segno di apprezzamento, il suo primo atto da Califfo fu quello di inviare un vessillo, segno di comando militare, e una lussuosa veste d'onore a Bajkam.
Bajkam, dopo aver sconfitto al-Baridī, morì durante una battuta di caccia, ucciso da alcuni predoni curdi.
 
Baghdad cadde nell'anarchia. Le truppe daylamite e turche si unirono ad al-Barīdī, che riuscì a prendere il controllo di Wasit e Baghdad, facendosi nominare amīr al-umarāʾ.

Dopo poche settimane al-Barīdī fu costretto a fuggire e venne sostituito da un daylamita di nome Kurtekin. La tirannia di quest'ultimo era tale che il Califfo si rivolse a Ibn Rāʾiq, governatore della Siria, chiedendoli di aiutarlo a cacciare Kurtekin. Intanto al-Barīdī, che controllava ancora Wāsiṭ, si preparò ad attaccare Baghdad. Ibn Rāʾiq convinse il Califfo a fuggire con lui a Mawṣil. Al-Muttaqī venne ben accolto dagli Hamdanidi, che organizzarono una campagna per farlo tornare sul trono di Baghdad. L'emiro hamdanide di Mawṣil, al-Ḥasan "Nāṣir al-Dawla", fece uccidere Ibn Rāʾiq nel 941, annettendo così la Siria ai suoi territori. Nāṣir al-Dawla riuscì cacciare al-Barīdī da Baghdad.
Nonostante il loro potere, le loro vittorie contro i Bizantini e le loro origini arabe, gli Hamdanidi non vennero bene accolti a Baghdad. I mercenari turchi non permisro loro di prendere il potere nella città. Nel 942 uno dei capi militari turchi, Tūzūn, che avevano appena sconfitto al-Barīdī a Bassora, entrò trionfalmente a Baghdad, dove venne ben accolto e gli venne conferito il titolo di amīr al-umarāʾ. Tūzūn dovette lasciare la città poco dopo. Durante la sua assenza un complotto mise il Califfo in pericolo, costringendolo a chiedere di nuovo aiuto agli Hamdanidi. Il Califfo fuggì nuovamente a Mawṣil.
Nel 944, gli Hamdanidi e Tūzūn stipularono un trattato di pace. Al-Muttaqī si ritirò a Raqqa, rimanendovi per diversi mesi sotto la protezione degli Hamdanidi. Quindi fece appello a un suo antico vassallo, il governatore d'Egitto Muḥammad b. Ṭughj. Ibn Ṭughj rispose positivamente al Califfo, giurandoli fedeltà e inviandoli doni sontuosi. Invitò il Califfo a rifugiarsi in Egitto per allontanarsi ulteriormente da Tūzūn. Questa offerta venne vista dagli Hamdanidi come un tentativo del signore d'Egitto di influenzare il Califfo e annettere la Siria ai suoi domini.
Al-Muttaqī rifiutò l'offerta di tutela e, nel 944, fece rientro a Baghdad, gettandosi nelle mani di Tūzūn, che gli aveva promesso incolumità. Appena arrivò nella capitale, Tuzun gli fece cavare gli occhi e lo depose dal trono, nominando nuovo califfo al-Mustakfi, cugino di al-Muttaqī.
Tūzūn morì poco dopo, mentre Al-Muttaqī nel luglio 968.